# Рафц
Рафц (нем. Rafz) — коммуна в Швейцарии, в кантоне Цюрих.
Входит в состав округа Бюлах. Население составляет 3795 человек (на 31 декабря 2007 года). Официальный код — 0067.